# Kubabuntbarsch
Der Kubabuntbarsch (Nandopsis tetracanthus, Syn.: Cichlasoma tetracanthus) kommt endemisch auf Kuba vor.

## Aussehen
Der Kubabuntbarsch wird bis zu 20 cm lang und hat eine typische bullige Buntbarschgestalt. Farblich ist die Art sehr variabel und das Farbwechselvermögen ist stark ausgeprägt. Außerdem ist die Grundfärbung in den verschiedenen Altersstadien verschieden. Typisch in fast allen Altersstadien ist eine Netzzeichnung auf dem Rumpf und den unpaaren Flossen. Sie wird vor allem bei Wohlbefinden gezeigt. Der Kopf ist mit wurmförmigen, gebogenen Linien und unregelmäßigen Flecken gemustert. Hinter dem Auge, auf der Mitte der Körperseiten und auf dem Schwanzstiel können sich größere, dunkle Flecken befinden. Auch eine Querstreifung ist möglich, besonders häufig auf dem Schwanzstiel.
- Flossenformel: Dorsale XV–XVI/10–12, Anale IV/8–10.
- Schuppenformel: mLR 28–31.

## Lebensweise
Der Kubabuntbarsch bewohnt sowohl Seen als auch Flüsse mit starker Strömung und geht auch in das Brackwasser von Flussmündungen. Er bevorzugt Regionen mit dichtem Pflanzenbewuchs und ernährt sich von Würmern, Insekten, Garnelen und kleinen Fischen. Kubabuntbarsche sind Offenbrüter, die maximal 600 Eier werden auf einen flachen Stein gelegt. Die Brut wird von beiden Elternteilen gepflegt und bewacht. Zur Laichzeit verhalten sich diese Fische sehr aggressiv.
Die Art ist auf der ganzen Insel Kuba weit verbreitet. und kommt auch auf der vorgelagerten Insel Cayo Coco vor. Auf Kuba leben nur 38 Arten von Süßwasserfischen, von denen 19 Endemiten der Insel sind.

## Bedeutung für den Menschen
Der Kubabuntbarsch ist ein beliebter Aquarienfisch. Neben dem selteneren Nandopsis ramsdeni ist es die einzige autochthone kubanische Fischart, die für die Fischerei Bedeutung besaß. Beide Arten sind allerdings nicht für Aquakultur geeignet. Beide Arten wurden in der Vergangenheit kommerziell befischt, der lokal biajata genannte Kubabuntbarsch erbrachte 1981 147 Tonnen Jahresertrag, 1988 noch 39 Tonnen, das waren etwa 4 bis 7 Prozent des Gesamtfangs. Aufgrund der Degradation ihrer Lebensräume sind die Bestände stark zurückgegangen und heute ökonomisch bedeutungslos.

## Taxonomie
Die Art wurde von Valenciennes als Centrarchus tetracanthus erstbeschrieben, sie ist (als Chromis tetracanthus Poey) die Typusart der Gattung Nandopsis. Typuslokalität ist nach Eigenmann der Almendares River nahe Havanna, Kuba. Die zahlreichen von dem amerikanischen Ichthyologen Carl H. Eigenmann beschriebenen Unterarten werden heute nicht mehr anerkannt.
Trotz der abweichenden Körpergestalt mit dem markanten Kopfbuckel, der abweichenden Färbung und der unterschiedlichen Anzahl von Flossenstrahlen erwies sich die zweite kubanische Art der Gattung, der viel seltener gefundene Nandopsis ramsdeni als Schwesterart.